# Готелон II
Готцело II (Гозело II) (на немски: Gotzelo II, Gozelo II, * 1008; † 1046) от фамилията Вигерихиди, е херцог на Долна Лотарингия от 1044 до 1046 г.

## Живот
Той е вторият син на Готцело I († 1044), херцог на Долна Лотарингия и Горна Лотарингия
Когато баща му умира през 1044 г., император Хайнрих III дава Долна Лотарингия на Готцело II, a Горна Лотарингия на брат му Готфрид III. Брат му Фридрих става по-късно папа Стефан IX (1057 – 1058).
Готцело бил безсилен (лат. ignavus), вероятно умствено изостанал. Той умира вероятно през 1046 г. Император Хайнрих III дава Долна Лотарингия на Фридрих II Люксембургски.